# Райан, Олстон
Олстон Конрад С. Райан (англ. Alston Conrad S. Ryan; род. 9 октября 1993) — антигуанский боксёр. Участник летних Олимпийских игр 2020 года, бронзовый призёр Панамериканских игр 2019 года.

## Биография
Олстон Райан родился 9 октября 1993 года.
В 2018 году участвовал в Играх Содружества в Голд-Кост. Выступал в весовой категории до 64 кг. В 1/16 финала проиграл Уильяму Эдвардсу из Уэльса единогласным решением судей — 0:5.
В 2019 году завоевал бронзовую медаль Панамериканских игр в Лиме. В весовой категории до 64 кг выиграл в четвертьфинале у Мигеля Германа из Перу раздельным решением судей — 4:1, а в полуфинале проиграл единогласным решением арбитров будущему чемпиону Эдди Крусу с Кубы — 0:5.
В 2021 году вошёл в состав сборной Антигуа и Барбуды на летних Олимпийских играх в Токио. В весовой категории до 63 кг в 1/16 финала единогласным решением судей проиграл Оганесу Бачкову из Армении — 0:5.